# La Houssière
La Houssière är en kommun i departementet Vosges i regionen Grand Est (tidigare regionen Lorraine) i nordöstra Frankrike. Kommunen ligger i kantonen Corcieux som tillhör arrondissementet Saint-Dié-des-Vosges. År 2022 hade La Houssière 509 invånare.

## Befolkningsutveckling
Antalet invånare i kommunen La Houssière
| Referens: INSEE |